# Битва в заливе Зёйдерзе
Битва в заливе Зёйдерзе (нид. Slag op de Zuiderzee) — морская битва между испанскими флотом и флотом голландских повстанцев, состоявшаяся 11 октября 1573 года во время Восьмидесятилетней войны и завершившаяся разгромом испанцев.

## Предыстория
К моменту битвы в заливе Зёйдерзе один из крупнейших голландских городов, Амстердам, был занят испанцами. Поскольку практически все маршруты поставок в Амстердам и другие лояльные испанцам города проходили через регион Зёйдерзе, голландские повстанцы гёзы  стремились нарушить коммуникации противника регулярными рейдами и набегами на контролируемые испанцами порты. В 1573 году испанский губернатор Максимилиан де Энен-Льетар, граф Буссю послал флот, состоявший из 30 судов с экипажем более чем в 1300 моряков, с заданием прекратить эти нападения и уничтожить вражеский флот. Испанским флагманом являлся фрегат Инквизиция. При водоизмещении чуть более 250 тонн, Инквизиция имел усиленную боковую броню. Противостоял графу Буссю небольшой голландский флот из 24 гораздо меньших и хуже вооружённых кораблей. На голландских кораблях находилось в целом примерно 700 моряков.

## Ход битвы
Буссю и его флот покинули Амстердам 5 октября и сразу же были атакованы. Флот гёзов напал на испанцев. Из-за отсутствия у повстанцев хорошо вооружённых судов вместо лобовой атаки против испанского флота они выбрали тактику изматывания с попытками захватить испанские корабли поодиночке. Пытаясь минимизировать свои потери от тяжёлых орудий испанцев, гёзы выстроили свои корабли носами к испанским. Но во время боя сильный ветер смешал ряды повстанцев, и их корабли попали под мощный обстрел со стороны испанцев. Первоначальный план голландцев был сорван и они понесли тяжёлые потери. Сражение на время приостановилось.
Однако 11 октября ветер изменился, и голландцы смогли выполнить неожиданную атаку. Во время этого нападения испанский флагман был поврежден и в ходе боя сел на мель. Остальная часть испанского флота ударилась в бегство, а граф Буссю и его команда сдались после того, как голландцы пообещали сохранить им жизнь.

## Результаты
После этой битвы и провала осады Алкмара герцог Альба понял, что борьба за контроль над Северной Голландией проиграна. Он оставил Амстердам и вернулся в Испанию.